# Куликово (Щучанський район)
Кулико́во (рос. Куликово) — присілок у складі Щучанського району Курганської області, Росія. Входить до складу Півкинської сільської ради.
Населення — 126 осіб (2010, 134 у 2002).
Національний склад станом на 2002 рік: росіяни — 68 %, башкири - 32%.